# Фоса (притока Ікопоті)
Фоса — річка в Україні, у Хмельницькому районі Хмельницької області. Права притока Ікопоті (басейн Дніпра).

## Опис
Довжина річки 12 км, похил річки — 1,8 м/км. Формується з багатьох безіменних струмків та водойм. Площа басейну 35,7 км². Абсолютні висоти у верхів'ї Фоси становлять 317,6 м, а в нижній течії — 281,9 м. 
Басейн річки розташований у межах Ікопотського геоморфологічного району. Він характеризується переважаючими формами рельєфу – балками та міжбалочними увалами. Проте верхів'я Фоси є досить рівнинним. Поширені тут опідзолені ґрунти, є і рівнинні частини з багатими глибокими чорноземами. 
У геоботанічному відношенні басейн Фоси розташований у межах Волочисько-Антонінського геоботанічного району. Тут на 99% переважають відкриті ландшафти (орні землі). Лише поблизу с. Ледянки і Гриценків є невеликі ліски. 
У долині річки поширені болота з трав'янистою рослинністю. На заболочених луках ростуть підмаренник болотний, частуха подорожникова, тонконіг болотний, щучник дернистий, мітлиця повзуча, осока лисяча, молінія блакитна, верболіззя і калюжниця болотна. У заплаві Фоси на менш обводнених болотах ростуть осокові, хвоще-осокові угруповання рослин. На осокових ділянках боліт переважає осока здута і гостроподібна, трапляється особа зближена, струнка та дерниста. На дуже обводнених ділянках боліт ростуть звичайноочеретяні, вузьколисто-рогозові та звичайнолепехові угруповання рослин. 
У Фосі водиться до 20 видів риб, а земноводні представлені часницницею, ропухами зеленою і сірою, жабами трав'яною, ставковою і озерною, квакшею. 
Біля ставків можна помітити тритонів гребінчастого і звичайного та кумку червоночереву. Наявні вужі водяний і звичайний, черепаха болотяна, ящірки прудка, живородна і зелена. Дуже рідко трапляються мідянка, веретільниця і гадюка звичайна. 
Орнітофауна басейну Фоси не має птахів лісу, проте тут мешкає до 40 видів птахів лук, боліт і водойм, до 14 видів птахів степу і поля, до 8 видів птахів-синантропів. 
У цій місцевості мешкають такі ссавці як заєць-русак, кріт, видра річкова, ондатра, полівка водяна, хом'як, тхір степовий, полівка звичайна, нічниця ставкова, лисиця, ласка, їжак звичайний, собака єнотоподібний, бурозубка і білозубка мала. 

## Розташування
Басейн Фоси розташований на півночі Хмельницького району Хмельницького району. Бере початок на південному заході від с. Ледянка у заболоченій широкій долині, що утворює величезні балки. У верхів'ї перед мостом струмок розливається у став, який витягнутий з півночі на південь. З цього місця Фоса починає свій повноводний плин на південний схід. Долина її ще більше розширюється і обидва береги стають дуже заболоченими. Річка приймає першу праву притоку, яка несе свої води від с. Мала Калинівка, де знаходиться невеличкий ставок. Оминувши с. Решнівку з півночі, Фоса меандрує у широкій заболоченій заплаві та приймає води ще однієї правої притоки, на якій є два ставки. 
Північно-західніше с. Гриценки Фоса розливається у величезний став. Здолавши шлюзи греблі, вже у нижній течії річка утворює каскад великих ставків, а потім на південний схід від с. Тріски впадає в р. Ікопоть.